# Agamospermia
Agamospermia es el proceso por el cual ciertas especies de plantas producen semillas en forma asexuada, sin fecundación, es decir sin intervención de gametos.
Existen tres tipos diferentes de agamospermia:
1.- Diplosporia: la célula madre del saco embrionario o gametofito femenino se desarrolla directamente en un embrión proceso conocido con el nombre de partenogénesis diploide. El embrión es 2n.
2.- Aposporia: el saco embrionario tiene su origen en una célula somática de las múltiples que rodean la célula madre del saco embrionario (nucela). El embrión es 2n
En ambos casos se desarrolla un gametofito pero la meiosis o no existe o en el caso de que se produzca no tiene consecuencias observables. Por esta razón se llama también a este fenómeno apomixis gametofítica.
3.- Embrionía adventicia: no se desarrolla saco embrionario. El embrión se desarrolla a partir de células del esporófito diploide (ejemplo, integumento).
La apomixis es un fenómeno muy común en angiospermas y pteridófita (helechos) pero hasta ahora no se ha descrito en gimnospermas. Es común en algunas gramíneas como: Poa, en rosáceas (Rubus), compuestas o en rutáceas (Citrus). Los géneros en los que existe apomixis son muy variables y es muy difícil identificar taxonómicamente las especies pertenecientes a él ya que muchas de ellas a veces aparecen como clones únicos. La situación se hace aún más difícil cuando la apomixis es facultativa ya que la complejidad de los patrones (fenotipos) que aparecen es aún mayor.
Parece ser que la apomixis es obligatoria en la mayoría de las plantas con inflorescencias de tipo compuesta y facultativa en rosáceas y en gramíneas. En estas dos familias se ha descrito progenie de tipo sexual y de tipo apomíctico. La mayoría de las plantas apomícticas son híbridos poliploides aunque la poliploidía por sí sola no promueve la apomixis y la hibridación per se no necesita de ella.
Los híbridos con frecuencia tienen dificultades con la meiosis produciéndose como consecuencia de ello una pérdida de fertilidad. La ventaja selectiva de la apomixis en esos casos es clara ya que asegura la existencia de híbridos al mismo tiempo que ofrece una salida al problema de la esterilidad. Plantas que sean híbridos y apomícticas es frecuente hallarlas en ambientes desestabilizados. En contraste con la autogamia que propaga la consanguinidad y la homocigosis, la apomixis estabiliza el statu quo. El genotipo de un determinado individuo permanece inalterable en su descendencia. Las plantas conocidas como plantas pioneras usan sistemas genéticos que resultan de un compromiso entre una alta tasa de recombinación y una estabilización de tipos adaptados. La apomixis facultativa y la formación de híbridos ha demostrado ser una combinación óptima.